# Ponte Saint-Louis
A ponte Saint-Louis em francês:  pont Saint-Louis é uma ponte sobre o rio Sena em Paris. Fica no 4.º arrondissement da cidade e une as ilhas de la Cité e  Saint-Louis.
Ao longo da história houve várias pontes entre as duas ilhas. A primeira delas er a  Saint-Landry, que datava de 1630. Apenas quatro anos depois da sua construção foi demolida e reconstruída em 1656, mas esta segunda ponte duraria ainda menos tempo, dado que inundações obrigaram à sua demolição em 1657. Só em 1717 é que uma nova ponte de madeira seria construída. Esta nova obra ficou conhecida como Ponte Vermelha e foi destruída em 1795 por outra enchente do rio Sena. Em 1804 foi reconstruída. Em 1862 optou-se por fazer uma ponte metálica. 
Durante o século XX, a ponte protagonizou vários acidentes devidos à navegação fluvial. O mais grave aconteceu em 22 de dezembro de 1939 quando faleceram três pessoas.
Em 1968 foi iniciada a construção da versão atual da ponte, inaugurando-se a mesma em 1970.
É uma ponte essencialmente metálica, de viga, sem apoios na água. Mede 67 metros de comprimento por 16 de largura. Carece de elementos decorativos e mantém um desenho muito sóbrio para não rivalizar com a vizinha Catedral de Notre Dame.